# Giovanni Antonio Benini

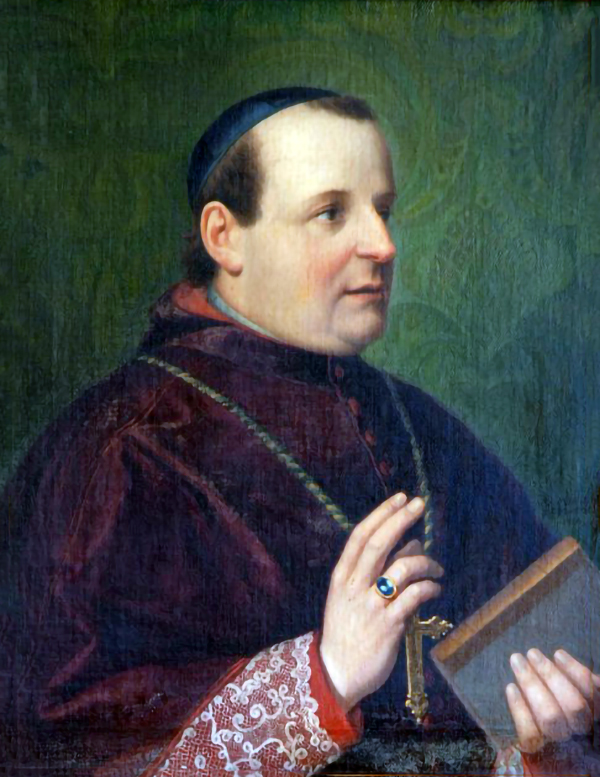
Giovanni Benini, 1856, Porträt von Antonio Marini

Giovanni Antonio Benini (* 15. März 1812 in Prato; † 27. April 1896 in Pescia) war ein italienischer Geistlicher und römisch-katholischer Bischof von Pescia.
Benini empfing am 23. November 1834 die Priesterweihe. Papst Pius IX. ernannte ihn am 28. September 1855 zum Bischof von Pescia. Giacomo Filippo Fransoni, Präfekt der Kongregation für die Verbreitung des Glaubens, spendete ihm am 1. November 1855 die Bischofsweihe. Mitkonsekratoren waren die beiden Kapuziner Fidèle Sutter, Apostolischer Vikar von Tunis, und Lorenzo Signani, Bischof von Nepi e Sutri. Danach leitete er sein Bistum über 40 Jahre.
Er wurde auf dem Friedhof von Pescia bestattet und später in die Kathedrale von Pescia umgebettet.